# 混杂右翼
混杂右翼（法語：Divers droite，缩写为DVD）是法国的一个政治术语。它用以指代在各种公职选举中，不隶属于任何主要右翼政党的右翼候选人，包括小型右翼政党的候选人和主要右翼政党中的异见人士（独立参选和本党候选人竞争）。混杂右翼在地方选举和全国性选举中都很常见。